# مرتضی کشکولی
مرتضی کشکولی سرتیپ سپاه پاسداران انقلاب اسلامی است، که هم‌اکنون به‌عنوان فرمانده قرارگاه صاحب‌الزمان فعالیت می‌کند و ارشد سپاه پاسداران در استان‌های قم، مرکزی، سمنان و قزوین است.
وی فعالیت نظامی را در نیروی زمینی سپاه پاسداران آغاز کرد و در خلال جنگ ایران و عراق قائم‌مقام تیپ ۵۷ حضرت ابوالفضل بود. او پس از جنگ تا سال ۱۳۸۳ فرماندهی گروه ۲۴ بعثت و تیپ ۴۸ فتح را برعهده داشت.
کشکولی از ۱۳۸۳ تا ۱۳۸۶ به‌عنوان فرمانده لشکر ۱۶ قدس فعالیت می‌کرد، از ۱۳۸۶ تا ۱۳۸۹ معاون فرهنگی نیروی زمینی سپاه و از ۱۳۸۹ تا ۱۳۹۳ معاون بازرسی نیروی زمینی سپاه بود. وی در فاصله سال‌های ۱۳۹۳ تا ۱۴۰۲ فرماندهی سپاه حضرت ابوالفضل لرستان را برعهده داشت و از آذرماه ۱۴۰۲ فرمانده قرارگاه صاحب‌الزمان است. اتحادیه اروپا در سال ۱۴۰۱ او را به‌دلیل نقض فاحش حقوق بشر تحریم کرد. کشکولی در اسفندماه ۱۴۰۲ درجه سرتیپی دریافت کرد.